# Brit Morgan

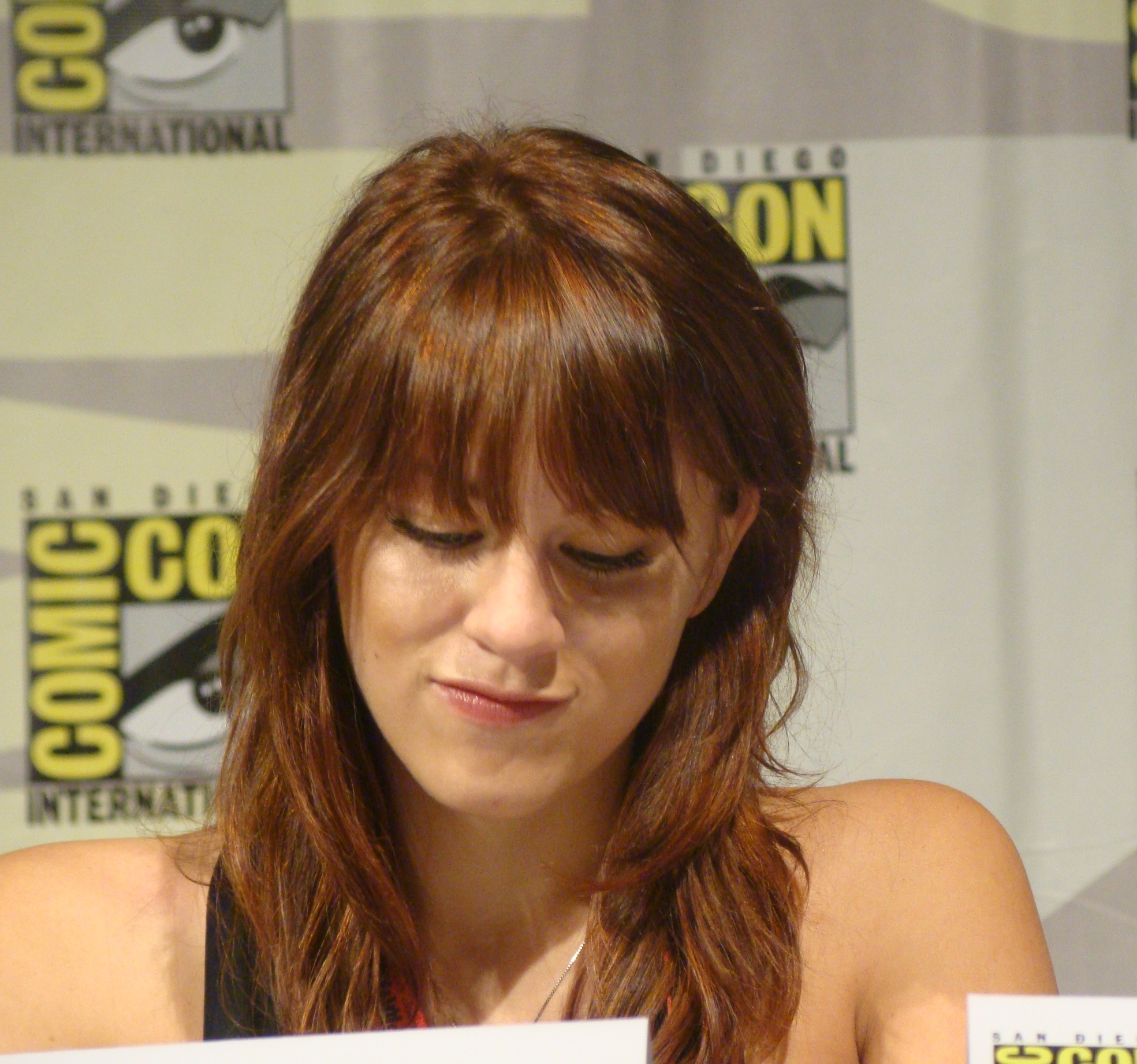
Brit Morgan (2009)

Brit Morgan (* 24. September 1987 in Marlton, New Jersey als Brittany Morgan Dengler) ist eine US-amerikanische Schauspielerin.

## Leben
Morgan wurde in Marlton im US-Bundesstaat New Jersey geboren. Ihr Künstlername setzt sich aus ihren Vornamen Brittany und Morgan zusammen. Während ihrer Highschool-Zeit nahm sie an Theater-Kursen ihrer Schule teil, mit 18 Jahren zog sie dann nach Los Angeles, um dort eine Schauspielkarriere zu verfolgen. Ihre ersten kleinen Rollen hatte sie in der ABC-Family-Serie Greek und der Krimiserie CSI: NY. Außerdem erhielt sie die Hauptrolle in der Webserie Buried Alive von Sony, die später auf DVD veröffentlicht wurde.
2008 arbeitete sie mit William H. Macy in der Pilotfolge der (nicht fortgesetzten) TNT-Serie Family Man und erhielt ihre erste Kinorolle in der Filmkomödie Beer for My Horses. Ihren Durchbruch hatte sie im selben Jahr in der Science-Fiction-Comedy-Serie The Middleman, in der sie Lacey Thornfield darstellte, die Mitbewohnerin der Hauptfigur Wendy Watson (Natalie Morales). Daneben wirkte sie in der Webserie Quitters mit, die von ihrer Middleman-Kollegin Natalie Morales ko-produziert wurde.
Nach dem Ende der Serie spielte sie eine Gastrolle in einer Episode der Serie Cold Case – Kein Opfer ist je vergessen und drehte die Kinokomödie Freeloaders, die 2010 Premiere hatte.
Von 2010 bis 2011 spielte sie in der dritten und der vierten Staffel der erfolgreichen Vampirserie True Blood die Rolle der Debbie Pelt, der suchtkranken, psychisch labilen Freundin des Werwolfs Alcide. Nach ihrer Rolle in True Blood folgten 2012 Gastauftritte in Serien wie Shameless, Southland, Desperate Housewives und Two and a Half Men sowie eine Rolle in der Filmkomödie She Wants Me.

## Filmografie
- 2007: Greek (Fernsehserie, Folge 1x03)
- 2007: Buried Alive (Miniserie)
- 2007: The Beginning of the End (Kurzfilm)
- 2007: CSI: NY (Fernsehserie, Folge 4x04)
- 2008: Family Man (Fernsehfilm)
- 2008: Quitters (Fernsehfilm)
- 2008: Beer for My Horses
- 2008: The Middleman (Fernsehserie, 12 Folgen)
- 2009: Cold Case – Kein Opfer ist je vergessen (Cold Case, Fernsehserie, Folge 6x16)
- 2010–2011: True Blood (Fernsehserie, 14 Folgen)
- 2011: Paralyzed (Kurzfilm)
- 2011: Gigi: Almost American (Fernsehserie, Folge 1x04)
- 2012: Cheesecake Casserole
- 2012: Shameless (Fernsehserie, Folge 2x04)
- 2012: Southland (Fernsehserie, Folge 4x08)
- 2012: She Wants Me
- 2012: Hollywood Saturday Night (Fernsehserie, Folge 1x07)
- 2012: Desperate Housewives (Fernsehserie, Folge 8x21)
- 2012: Two and a Half Men (Fernsehserie, Folge 10x01)
- 2012: The Frozen
- 2012: My Funny Valentine
- 2012: Freeloaders
- 2013: Lost It (Kurzfilm)
- 2013: Free Ride
- 2013: The Advocates (Fernsehfilm)
- 2014: Treading the Abyss (Kurzfilm)
- 2014: Brotherly Love (Kurzfilm)
- 2014: It’s You Not Me (Fernsehserie, 2 Folgen)
- 2014: The Mentalist (Fernsehserie, Folge 7x02)
- 2014: Criminal Minds (Fernsehserie, Folge 10x04)
- 2014–2015: Graceland (Fernsehserie, 10 Folgen)
- 2015: The Night Shift (Fernsehserie, Folge 2x01)
- 2015–2018: Supergirl (Fernsehserie, 4 Folgen)
- 2016: Unfriend
- 2016: Rizzoli & Isles (Fernsehserie, Folge 7x08)
- 2016: Law & Order: Special Victims Unit (Fernsehserie, Folge 18x04)
- 2017: The Arrangement (Fernsehserie, 2 Folgen)
- 2017–2019: Riverdale (Fernsehserie, 11 Folgen)
- 2019: The Boys (Fernsehserie, Folge 1x05)
- 2023: The Donor Party
- 2024: The Rookie (Fernsehserie, Folge 6x01)
- 2024: S.W.A.T. (Fernsehserie, Folge 7x08)
- 2025: Granite Rapids Moon